# Robin Anderson (Tennisspielerin)
Robin Kimberly Anderson (* 12. April 1993 in Long Branch, New Jersey) ist eine US-amerikanische Tennisspielerin.

## Karriere
Ihre erste Partie auf dem ITF Women’s Circuit spielte sie im Jahr 2009. Im Mai 2011 gewann sie ihren ersten Einzeltitel bei einem ITF-Turnier. Sie konnte bisher 6 Einzel- und 12 Doppeltitel auf der ITF Tour gewinnen.
Als Collegespielerin erreichte sie im Einzel bei den NCAA Division I Tennis Championships in den Jahren 2012, 2013 und 2014 jeweils das Achtelfinale und 2015 das Viertelfinale.

## Turniersiege

### Einzel
| Nr. | Datum              | Turnier     | Kategorie   | Belag             | Finalgegnerin   | Ergebnis        |
| --- | ------------------ | ----------- | ----------- | ----------------- | --------------- | --------------- |
| 1.  | 22. Mai 2011       | Landisville | ITF $10.000 | Hartplatz         | Bojana Bobusic  | 6:2, 6:3        |
| 2.  | 17. September 2017 | Redding     | ITF $25.000 | Hartplatz         | Chanel Simmonds | 6:1, 6:4        |
| 3.  | 13. Juni 2021      | Madrid      | ITF W25     | Hartplatz         | Olivia Gadecki  | 6:3, 6:73, 7:68 |
| 4.  | 29. Mai 2022       | Orlando     | ITF W60     | Hartplatz         | Sachia Vickery  | 7:5, 6:4        |
| 5.  | 30. Oktober 2022   | Toronto     | ITF W60     | Hartplatz (Halle) | Jang Su-jeong   | 6:2, 6:4        |
| 6.  | 22. September 2024 | San Rafael  | ITF W35     | Hartplatz         | Ashley Kratzer  | 7:66, 6:2       |

### Doppel
| Nr. | Datum              | Turnier               | Kategorie   | Belag             | Partnerin             | Finalgegnerinnen                    | Ergebnis           |
| --- | ------------------ | --------------------- | ----------- | ----------------- | --------------------- | ----------------------------------- | ------------------ |
| 1.  | 15. September 2013 | Redding               | ITF $25.000 | Hartplatz         | Lauren Embree         | Jacqueline Cako Allie Kiick         | 6:4, 5:7, [10:7]   |
| 2.  | 14. Januar 2017    | Daytona Beach         | ITF $25.000 | Sand              | Anhelina Kalinina     | Paula Kania Katarzyna Piter         | 6:4, 6:1           |
| 3.  | 9. Juni 2018       | Bethany Beach         | ITF $25.000 | Sand              | Maegan Manasse        | Quinn Gleason Sanaz Marand          | 2:6, 7:66, [10:3]  |
| 4.  | 2. März 2019       | Osaka                 | ITF W25     | Hartplatz         | Maegan Manasse        | Risa Ushijima Minori Yonehara       | 7:62, 6:3          |
| 5.  | 3. August 2019     | Lexington             | ITF W60     | Hartplatz         | Jessika Ponchet       | Ann Li Jamie Loeb                   | 7:64, 6:75, [10:7] |
| 6.  | 2. November 2019   | Toronto               | ITF W60     | Hartplatz (Halle) | Jessika Ponchet       | Mélodie Collard Leylah Fernandez    | 7:67, 6:2          |
| 7.  | 17. Oktober 2020   | Cherbourg-en-Cotentin | ITF W25     | Hartplatz (Halle) | Jessika Ponchet       | Harriet Dart Sarah Beth Grey        | 4:6, 6:4, [10:8]   |
| 8.  | 1. Oktober 2021    | Le Neubourg           | ITF W80+H   | Hartplatz         | Amandine Hesse        | Estelle Cascino Sarah Beth Grey     | 6:3, 7:62          |
| 9.  | 21. Oktober 2023   | Saguenay              | ITF W60     | Hartplatz (Halle) | Dalayna Hewitt        | Mia Kupres Johanne Svendsen         | 6:1, 6:4           |
| 10. | 13. April 2024     | Boca Raton            | ITF W35     | Sand              | Elysia Bolton         | Rasheeda McAdoo Maribella Zamarripa | 3:6, 6:4, [10:8]   |
| 11. | 21. September 2024 | San Rafael            | ITF W35     | Hartplatz         | Alana Smith           | Makenna Jones Jamie Loeb            | 7:5, 6:2           |
| 12. | 29. März 2025      | Vacaria               | ITF W75     | Sand (Halle)      | Alicia Herrero Liñana | Despina Papamichail Julia Riera     | 7:5, 6:4           |

## Abschneiden bei Grand-Slam-Turnieren

### Einzel
| Turnier         | 2011 | 2012 | 2013 | 2014 | 2015 | 2016 | 2017 | 2018 | 2019 | 2020 | 2021 | 2022 | 2023 | Karriere |
| --------------- | ---- | ---- | ---- | ---- | ---- | ---- | ---- | ---- | ---- | ---- | ---- | ---- | ---- | -------- |
| Australian Open | —    | —    | —    | —    | —    | —    | —    | —    | —    | Q1   | Q2   | 1    | Q1   | 1        |
| French Open     | —    | —    | —    | —    | —    | Q1   | —    | —    | Q2   | Q1   | Q1   | Q1   | —    | —        |
| Wimbledon       | —    | —    | —    | —    | —    | Q2   | —    | —    | Q1   |      | Q1   | Q2   | —    | —        |
| US Open         | Q1   | —    | —    | —    | Q1   | Q1   | —    | —    | Q2   | —    | Q2   | Q1   | —    | —        |

Zeichenerklärung: S = Turniersieg; F, HF, VF, AF = Einzug ins Finale / Halbfinale / Viertelfinale / Achtelfinale; 1, 2, 3 = Ausscheiden in der 1. / 2. / 3. Hauptrunde; Q1, Q2, Q3 = Ausscheiden in der 1. / 2. / 3. Qualifikationsrunde; nicht ausgetragen